# Jonathan Raban

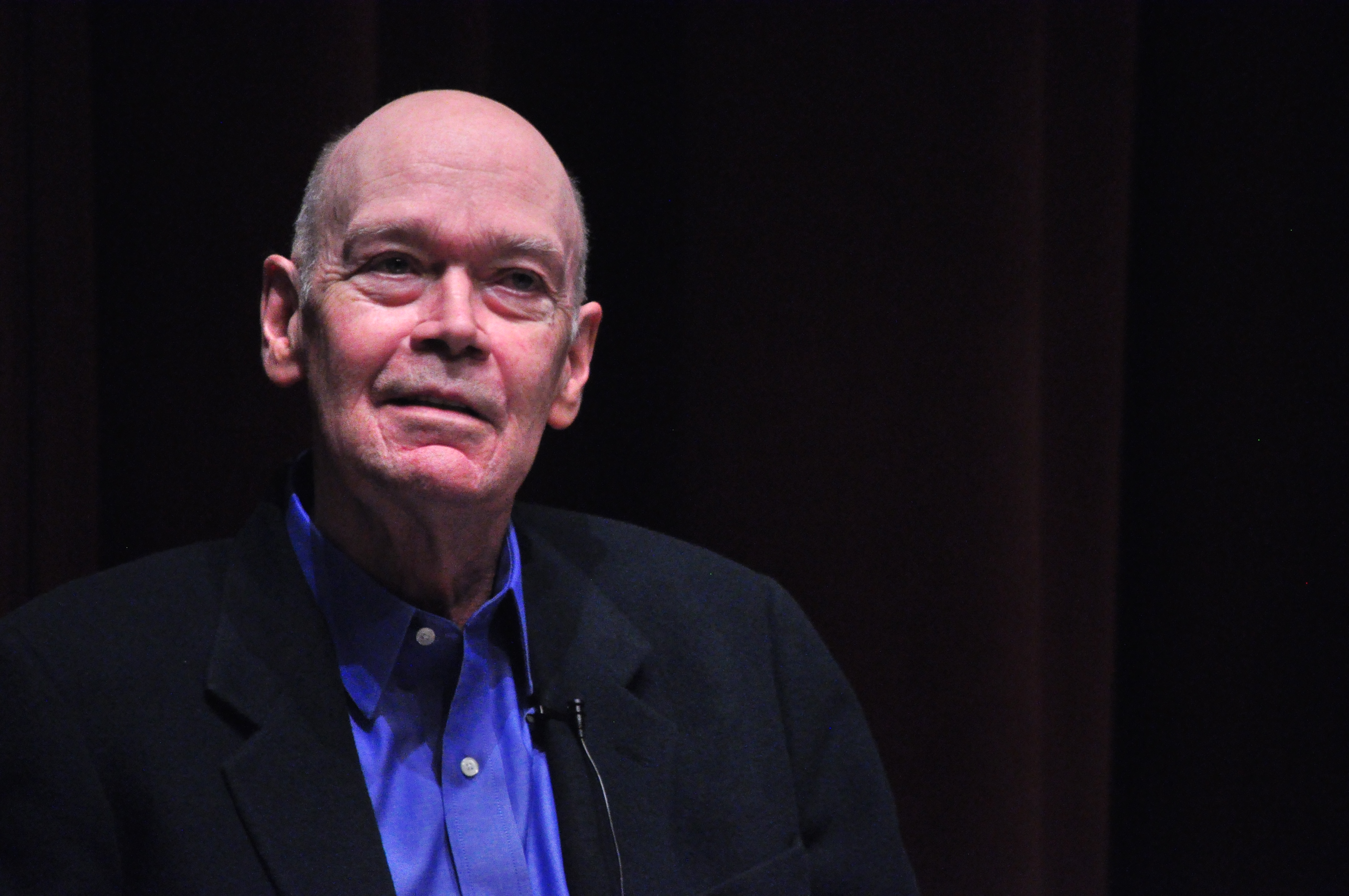
Jonathan Raban

Jonathan Raban (* 14. Juni 1942 in Norfolk, England; † 17. Januar 2023 in Seattle, Washington, Vereinigte Staaten) war ein britischer Schriftsteller.

## Leben und Schaffen
Raban studierte an der  Universität in Kingston upon Hull. Er war vor allem als Reiseschriftsteller bekannt. Dabei gelang ihm eine intensive Schilderung der Geschichte und der Landschaft. Er schrieb unter anderem für The New York Review of Books, The Guardian und The Independent. Der Schriftsteller erhielt zahlreiche Literaturpreise, darunter den National Book Critics Circle Award, den Heinemann Award of the Royal Society of Literature, den PEN/West Creative Nonfiction Award, den Pacific Northwest Booksellers’ Award und den Governor’s Award of the State of Washington. Raban starb 80-jährig am 17. Januar 2023 in Seattle, wo er seit 1990 gelebt hatte, an den Folgen eines 2011 erlittenen Schlaganfalls.

## Werke
Ins Deutsche übersetzt sind:
- Mississippi: Roman einer Reise. List, München 1990, ISBN 3-471-78540-X.
- Gott, der Mensch und Mrs. Thatcher: Eine kritische Untersuchung der Ansprache Mrs. Thatchers vor der Generalversammlung der Church of Scotland. Steidl, Göttingen 1990, ISBN 3-88243-148-2.
- Neue Welt: Eine amerikanische Reise. Aus dem Engl. von Hans-Jürgen Heckler, List, München 1991, ISBN 3-471-78548-5.
- Bad Land: Ein amerikanisches Abenteuer. Insel-Verlag, Frankfurt 1999, ISBN 3-458-16967-9.

Der Autor schildert anhand einer Reise durch Montana das Schicksal der Siedler im 20. Jahrhundert.
- Passage nach Juneau:. Aus dem Engl. von Sabine Hedinger. Mare-Buchverl., Hamburg 2003, ISBN 3-936384-82-7.

Inhalt ist eine einhand unternommene Reise mit einem 11 Meter langen Segelboot von Seattle entlang der Westküste Kanadas bis nach Juneau in Alaska.

### Artikel
- Jemen: Land zur Rechten Allahs. In: Geo-Magazin. Hamburg 1979, 9, S. 8-34.  Informativer Erlebnisbericht nach der Ermordung Ibrahim al-Hamdis: "Durch Bürgerkriege geschwächt, vom Autoverkehr überfordert, von der Qatdroge gelähmt, dämmert das Land "rechts von Mekka" in eine düstere Zukunft."  ISSN 0342-8311